# Boxhagener Krönungsbahn
Die Boxhagener Krönungsbahn war eine 2,2 km lange Bahnstrecke im heutigen Stadtgebiet von Berlin, die vom damaligen Bahnhof Rummelsburg durch den damaligen Gutsbezirk Boxhagen zu einem Bahnhof an der Frankfurter Chaussee (heute Karl-Marx-Allee) Ecke Boxhagener Weg führte. Die Bahnstrecke war einzig für den Empfang des in Königsberg zum preußischen König gekrönten Wilhelms I. am 22. Oktober 1861 errichtet worden.

## Geschichte
Ursprünglich war vorgesehen, den am 18. Oktober 1861 gekrönten und im Zuge reisenden König und die ihn begleitende Familie in Berlin auf dem Frankfurter Bahnhof der Niederschlesisch-Märkischen Eisenbahn von den Honoratioren empfangen zu lassen. Da der Bahnhof innerhalb der Stadt lag, der König aber festlich in die Stadt einziehen sollte, wurde durch unbebautes Gelände hindurch entlang des Boxhagener Weges (heute Boxhagener Straße) eigens eine eingleisige Eisenbahnstrecke bis einige hundert Meter vor das Frankfurter Tor gebaut. An deren Ende, etwa auf Höhe des heutigen Veranstaltungszentrums Kosmos, entstand ein prunkvoller Bahnhof. Der Bau der Bahnstrecke, die auf einem Damm verlief, erfolgte innerhalb von 14 Tagen. Nach Abnahme der Strecke am 20. Oktober 1861 wurde diese mehrmals probeweise befahren, bevor am 22. Oktober gegen 11.15 Uhr der Hofzug des Königs eintraf. Der Zug bestand aus der Schlepptenderlokomotive Nr. 11 der Niederschlesisch-Märkischen Eisenbahn (Borsig), zwei Salon- und einem Gepäckwagen.
Nachdem die Strecke ihren Zweck erfüllt hatte, wurde sie alsbald abgebaut.

## Krönungsbahnhof
Am Endpunkt der Strecke wurde auf der südlichen Seite der Frankfurter Chaussee ein Bahnhof errichtet, der in amtlichen Fahrplanunterlagen Haltestelle an der Frankfurter Chaussee hieß. Die Gleisanlagen reichten über die Chaussee hinaus und ermöglichten das Abstellen von Lokomotiven. Das prachtvolle Empfangsgebäude bestand aus zwei Sälen für das königliche Paar, weiteren Sälen für Familie und Gefolge, einem Büfettsaal und Toilettenräumen. Es war 9,5 Meter breit und 12,50 Meter lang. Die von einem riesigen goldenen Adler bekrönte offene Empfangshalle hatte eine Höhe von zwölf Metern, der Bahnsteig eine Länge von 38 Metern. 
Nach dem 22. Oktober 1861 wurde das Empfangsgebäude verkauft und kurz darauf abgebrochen.